# 450

## Починали
- 28 юли – Теодосий II, византийски император